# Levunovo, Bulgaria
Levunovo (în bulgară Левуново) este un sat în Obștina Sandanski, Regiunea Blagoevgrad, Bulgaria.

## Demografie
Componența etnică a satului Levunovo
     Bulgari (98,55%)
     Nicio identificare (1,44%)
     Altele (0%)
La recensământul din 2011, populația satului Levunovo era de 694 locuitori. Din punct de vedere etnic, majoritatea locuitorilor (98,55%) erau bulgari. Pentru 1,44% din locuitori nu este cunoscută apartenența etnică.